# Campionati europei di nuoto 1934
La IV edizione dei campionati europei di nuoto, organizzati dalla LEN, si disputò a Magdeburgo, nell'allora Germania nazista, dal 12 al 19 agosto 1934. Le gare si sono disputate nell'impianto mutisportivo chiamato "europakampfbahn"
Il programma della manifestazione fu lo stesso delle più recenti edizioni: undici gare di Nuoto, quattro di Tuffi ed il torneo maschile di Pallanuoto. Per la prima volta è stato assegnato un trofeo dei campionati femminile, la Coppa Bredius, che ha affiancato la Coppa Europa maschile, che si sono aggiudicato le ondine dei Paesi Bassi.

## Medagliere
| Posizione | Paese          |    |    |    | Totale |
| --------- | -------------- | -- | -- | -- | ------ |
| 1         | Germania       | 6  | 9  | 4  | 19     |
| 2         | Paesi Bassi    | 4  | 2  | 1  | 7      |
| 3         | Ungheria       | 3  | 0  | 0  | 3      |
| 4         | Francia        | 2  | 0  | 0  | 2      |
| 5         | Regno Unito    | 1  | 1  | 2  | 4      |
| 6         | Italia         | 0  | 2  | 2  | 4      |
| 7         | Cecoslovacchia | 0  | 1  | 1  | 2      |
| 8         | Svezia         | 0  | 1  | 0  | 1      |
| 10        | Danimarca      | 0  | 0  | 4  | 4      |
| 11        | Belgio         | 0  | 0  | 1  | 1      |
| 11        | Svizzera       | 0  | 0  | 1  | 1      |
| Totale    | Totale         | 16 | 16 | 16 | 48     |

## Nuoto

### Uomini
| Evento               | Oro                                                         | Perform. | Argento                                                              | Perform. | Bronzo                                                          | Perform. |
| Stile libero         |                                                             |          |                                                                      |          |                                                                 |          |
| 100 m                | Ferenc Csik                                                 | 59"7     | Helmuth Fischer                                                      | 59"8     | Otto Wille                                                      | 1'01"2   |
| 400 m                | Jean Taris                                                  | 4'55"5   | Paolo Costoli                                                        | 5'07"5   | Giacomo Signori                                                 | 5'11"9   |
| 1500 m               | Jean Taris                                                  | 20'01"5  | Paolo Costoli                                                        | 21'01"1  | Norman Wainwright                                               | 21'10"0  |
| Dorso                |                                                             |          |                                                                      |          |                                                                 |          |
| 100 m                | John Besford                                                | 1'11"7   | Ernst Küppers                                                        | 1'12"2   | Edgard Siegrist                                                 | 1'12"6   |
| Rana                 |                                                             |          |                                                                      |          |                                                                 |          |
| 200 m                | Erwin Sietas                                                | 2'52"2   | Paul Schwartz                                                        | 2'54"4   | Hans Malmstrøm                                                  | 2'55"9   |
| Staffette            |                                                             |          |                                                                      |          |                                                                 |          |
| 4x200 m stile libero | Ungheria Ödön Gróf András Marothy Ferenc Csik Árpád Lengyel | 9'34"0   | Germania Heiko Schwartz Wolfgang Leisewitz Otto Lenkitsch Otto Wille | 9'48"6   | Italia Massimo Costa Guido Giunta Paolo Costoli Giacomo Signori | 9'49"0   |

### Donne
| Evento               | Oro                                                                                | Perform. | Argento                                                             | Perform. | Bronzo                                                                  | Perform. |
| Stile libero         |                                                                                    |          |                                                                     |          |                                                                         |          |
| 100 m                | Willemijntje den Ouden                                                             | 1'07"1   | Rie Mastenbroek                                                     | 1'08"1   | Gisela Arendt                                                           | 1'10"3   |
| 400 m                | Rie Mastenbroek                                                                    | 5'27"4   | Willemijntje den Ouden                                              | 5'27"4   | Lilli Andersen                                                          | 5'45"1   |
| Dorso                |                                                                                    |          |                                                                     |          |                                                                         |          |
| 100 m                | Rie Mastenbroek                                                                    | 1'20"3   | Gisela Arendt                                                       | 1'20"4   | Marie Oversloot                                                         | 1'22"2   |
| Rana                 |                                                                                    |          |                                                                     |          |                                                                         |          |
| 200 m                | Martha Genenger                                                                    | 3'09"2   | Hanni Hölzner                                                       | 3'09"3   | Inger Kragh                                                             | 3'13"2   |
| Staffette            |                                                                                    |          |                                                                     |          |                                                                         |          |
| 4x100 m stile libero | Paesi Bassi Johanna Selbach Anna Timmermans Rie Mastenbroek Willemijntje den Ouden | 4'41"5   | Germania Ruth Halbsguth Ingrid Ohlinger Hilda Salbert Gisela Arendt | 4'50"4   | Regno Unito Olive Bartle Marjorie Hinton Edna Hughes Celia Wolstenholme | 4'58"3   |

## Tuffi

### Uomini
| Evento           | Oro           | Perform. | Argento          | Perform. | Bronzo             | Perform. |
| Trampolino 3 m   | Leo Esser     | 138.75   | Winfried Marauhn | 129.53   | Franz Leikert      | 129.28   |
| Piattaforma 10 m | Hermann Stork | 98.99    | Franz Leikert    | 92.17    | Ewald Riebschläger | 90.72    |

### Donne
| Evento           | Oro                 | Perform. | Argento           | Perform. | Bronzo          | Perform. |
| Trampolino 3 m   | Olga Jentsch-Jordan | 74.68    | Katinka Larsen    | 68.10    | Anneliese Knapp | 65.56    |
| Piattaforma 10 m | Hertha Schieche     | 35.43    | Ingeborg Sjöqvist | 31.54    | Inger Kragh     | 31.39    |

## Pallanuoto
| Evento          | Oro      | Argento  | Bronzo |
| Torneo maschile | Ungheria | Germania | Belgio |

## Trofeo dei campionati
- Coppa Europa (maschile)

| Posizione | Paese          | Punti |
| 1         | Germania       | 118   |
| 2         | Ungheria       | 72    |
| 3         | Francia        | 37    |
| 4         | Italia         | 34    |
| 4         | Regno Unito    | 34    |
| 6         | Cecoslovacchia | 13    |
| 7         | Danimarca      | 10    |
| 7         | Svezia         | 10    |
| 9         | Svizzera       | 5     |
| 10        | Paesi Bassi    | 4,5   |

- Coppa Bredius (femminile)

| Posizione | Paese          | Punti |
| 1         | Paesi Bassi    | 88,5  |
| 2         | Germania       | 85    |
| 3         | Regno Unito    | 26    |
| 4         | Danimarca      | 25,5  |
| 5         | Francia        | 13    |
| 6         | Svezia         | 8     |
| 7         | Svizzera       | 3     |
| 8         | Cecoslovacchia | 2     |
| 8         | Ungheria       | 2     |